# Tanamuna
Tanamuna – gaun wikas samiti we wschodniej części Nepalu w strefie Kośi w dystrykcie Sunsari. Według nepalskiego spisu powszechnego z 2001 roku liczył on 1080 gospodarstw domowych i 5458 mieszkańców (2674 kobiet i 2784 mężczyzn).